# Eva-Maria Pracht
Eva-Maria Pracht  (ur. 29 czerwca 1937 w Würzburgu, zm. 15 lutego 2021) – kanadyjska jeździec sportowy pochodzenia niemieckiego. Brązowa medalistka olimpijska z XXIV Letnich Igrzysk Olimpijskich w Seulu.
Przeprowadziła się do Kanady w 1981 roku i po raz pierwszy reprezentowała Kanadę w 1982 roku. W 1984 roku dołączyła do narodowej drużyny jeździeckiej Kanady na XXIII Letnich Igrzyskach Olimpijskich w Los Angeles. Pierwszy międzynarodowy sukces odniosła na X Igrzyskach Panamerykańskich w 1987 roku, gdzie zdobyła złoto w zawodach drużynowych z ujeżdżania wraz ze swoją córką Martiną Pracht, Christilot Hanson-Boylen i Dianą Billes. Rok później podczas kolejnej Olimpiady w Seulu wraz z Ashley Nicoll, Cynthią Neale-Ishoy i Giną Smith zdobyła brązowy medal w ujeżdżaniu drużynowym i 29. miejsce indywidualnie.
Córka Josefa Nackermanna.